# Hoegaarden (cerveja)
Hoegaarden é uma cervejaria produtora de uma reconhecida cerveja de trigo, fundada por Pierre Celis em Hoegaarden, Bélgica, atualmente pertencente ao portfólio da Anheuser-Busch InBev.

## História
A vila de Hoegaarden, próxima a Tienen, em Flanders, é considerada o berço da tradição belga de cervejas de trigo. Há registros de fabricação de cerveja na região no século XIV, no século seguinte já havia uma corporação de cervejeiros na vila e no século XIX as cervejarias eram cerca de 30. Contudo, no século passado, as cervejarias de witbier (nome particular das cervejas de trigo da região belga, significa cerveja branca) entraram em declínio, incapazes de competir com as grandes cervejarias de Lovaina, notadamente aquelas controladas pela Stella Artois. Em 1957, a última produtora local,Tomsin, fecha as portas, num ambiente também influenciado pela mudança no padrão de consumo, pois, nas palavras de Celis, "Naquela época as pessoas queriam os grandes nomes [rótulos] novos, não esses produtos à moda antiga."
Em 1966, Celis, estimulado pela reminiscência dos velhos tempos, adquire os equipamentos necessários e começa sua produção no estábulo ao lado de sua casa. Celis criou sua receita baseado na experiência que teve em cervejarias, adicionando a sua fórmula sementes de coentro moídas e raspas de laranja. A boa recepção ao produto levou ao crescimento gradual da marca. Em 1978, a produção triplica com a mudança para uma antiga fábrica de limonada. Porém, um incêndio em 1985 influencia sobremaneira os destinos da empresa. O enorme prejuízo força Celis a aceitar a oferta da Stella Artois, que adquire 45% da empresa. Em 1988, a Stella Artois é uma das participantes da fusão que cria a Interbrew. A partir daí, segundo Celis, o aprofundamento das pressões visando a elevação dos lucros se torna insuportável e ele decide, em 1990, vender sua participação na Cervejaria Hoegaarden e se desvincular da mesma.
A produção da Hoegaarden só permanece na vila por conta da ação da população local, que protestou em 2004 contra o anúncio de que em dois anos a produção seria transferida para Jupille. A maior parte dos estabelecimentos comerciais e residências da cidade passou a exibir um pôster com o mote "Hoegaarden produz Hoegaarden", insatisfeitos tanto pelo número considerável de demissões e o inevitável impacto na economia local, como também pelo fato do novo local ser localidade francófona, ao passo que Hoegaarden fica na área onde neerlandês predomina. A produção chegou a ser encerrada mas retornou em 2007.
A versão Wit-Blanche possui 4,9% ABV e é vendida em garrafas de 330ml.

## Imagens
- Copo com cerveja de trigo (weissbier) da marca.
- Garrafa de Hoegaarden Witbier (cerveja de trigo).
- Garrafa de Hoegaarden Grand Cru (Belgian Strong Pale Ale).
- Garrafa de 2015 com novo rótulo, Hoegaarden Witbier (cerveja de trigo).
- Fruta proibida (francês: Fruit Defendu, flamengo: Verboden Vrucht): Uma cerveja escura de 8,5%, com especiarias complexas.
- Sede da cervejaria em Hoegaarden, Bélgica.